# Oost-Saksisch voetbalkampioenschap 1922/23
In 1922/23 werd het 21ste voetbalkampioenschap van Oost-Saksen gespeeld, dat georganiseerd werd door de Midden-Duitse voetbalbond. Guts Muts Dresden werd kampioen en plaatste zich voor de Midden-Duitse eindronde. De club versloeg Chemnitzer BC en in de finale VfB Leipzig en werd zo kampioen. Hierdoor plaatste de club zich voor de eindronde om de Duitse landstitel en verloor daar meteen van Hamburger SV.

## Kreisliga
| Plaats | Club                         | Wed. | W  | G | V  | Saldo | Ptn.  |
| ------ | ---------------------------- | ---- | -- | - | -- | ----- | ----- |
| 1.     | SV Guts Muts Dresden         | 14   | 13 | 1 | 0  | 49:5  | 27:1  |
| 2.     | SV Brandenburg 01 Dresden    | 14   | 11 | 2 | 1  | 37:13 | 24:4  |
| 3.     | Dresdner FC Fußballring 1902 | 14   | 7  | 2 | 5  | 27:19 | 16:12 |
| 4.     | Dresdner SC                  | 14   | 6  | 1 | 7  | 21:18 | 13:15 |
| 5.     | Dresdner SpVgg 05            | 14   | 5  | 3 | 6  | 30:30 | 13:15 |
| 6.     | VTB Jahn Dresden             | 14   | 5  | 1 | 8  | 26:35 | 11:17 |
| 7.     | BC Sportlust Dresden         | 14   | 2  | 1 | 11 | 14:48 | 5:23  |
| 8.     | SV 06 Dresden                | 14   | 1  | 1 | 12 | 15:51 | 3:25  |

|  | Kampioen |

## 1. Kreisklasse
Na dit seizoen werden Oost-Saksen en Opper-Lausitz opnieuw gesplitst. Voor de hoogste klasse had dat geen impact omdat hier enkel clubs uit Dresden speelden. De tweede klasse van Opper-Lausitz werd zo verheven tot een eerste klasse. 

### Kreisklasse Ostsachsen
| Plaats | Club                                  | Wed. | W | G | V | Saldo | Ptn.  |
| ------ | ------------------------------------- | ---- | - | - | - | ----- | ----- |
| 1.     | BC 1908 Radebeul                      | 14   |   |   |   | 23:20 | 18:10 |
| 2.     | Sportgesellschaft 1893 Dresden        | 14   |   |   |   | 23:15 | 17:11 |
| 3.     | VfR 1908 Dresden                      | 14   |   |   |   | 23:17 | 16:12 |
| 4.     | SpVgg Eintracht-Viktoria 1905 Dresden | 14   |   |   |   | 22:20 | 14:14 |
| 5.     | Meißner SV 08                         | 14   |   |   |   | 23:23 | 13:15 |
| 6.     | Pirnaer SC 1903                       | 14   |   |   |   | 26:30 | 12:16 |
| 7.     | FC 1888 Sportbrüder Dresden           | 14   |   |   |   | 15:25 | 12:16 |
| 8.     | SC Dresdensia 1898 Dresden            | 14   |   |   |   | 22:27 | 10:18 |

|  | Finale titel en promotie naar 1. Klasse 1923/24 |
|  | Promotie naar 1. Klasse 1923/24                 |

### Kreisklasse Oberlausitz
| Plaats | Club                    | Wed. | W | G | V  | Saldo | Ptn.  |
| ------ | ----------------------- | ---- | - | - | -- | ----- | ----- |
| 1.     | Zittauer BC             | 10   |   |   |    | 39:10 | 20:00 |
| 2.     | SV 1904 Budissa Bautzen | 10   |   |   |    | 31:17 | 13:07 |
| 3.     | SpVgg 1908 Bautzen      | 9    |   |   |    | 06:14 | 12:06 |
| 4.     | BC Sportlust Zittau     | 10   |   |   |    | 30:12 | 11:09 |
| 5.     | SC 1911 Großröhrsdorf   | 9    |   |   |    | 18:25 | 08:10 |
| 6.     | SV 1911 Löbau           | 10   |   |   |    | 12:33 | 06:14 |
| 7.     | SC Großschönau          | 12   | 0 | 0 | 12 | 09:23 | 00:24 |

|  | Finale titel en geplaatst voor 1. Klasse Oberlausitz 1923/24 |
|  | Geplaatst voor 1. Klasse Oberlausitz 1923/24                 |
|  | Promotie-degradatie play-off                                 |
|  | Degradatie                                                   |

Promotie-degradatie play-off
| Team 1        | Uitslag | Team 2                        |
| ------------- | ------- | ----------------------------- |
| SV 1911 Löbau | 1-2     | BV 1919 Sportlust Neugersdorf |

### Finale
| Team 1           | Uitslag | Team 2      |
| ---------------- | ------- | ----------- |
| BC 1908 Radebeul | 0-4     | Zittauer BC |